# Vestvolden
 For alternative betydninger, se Vestvolden (flertydig). (Se også artikler, som begynder med Vestvolden)
Vestvolden (oprindeligt Vestenceinten og husumenceinten) var en del af Københavns Landbefæstning. Den blev opført 1888-92 som et ca. 13 km langt voldanlæg vest for København, strækkende sig fra Køge Bugt i syd til Utterslev Mose i nord. Den ligger derfor i flere kommuner: Københavns Kommune, Brøndby Kommune, Rødovre Kommune og Hvidovre Kommune.

## Konstruktion og historie
Vestvolden er konstrueret ud fra et revolutionerende system byggende på flankerende kasemat-beskydning. Dette system blev udviklet af den danske oberstløjtnant E.J. Sommerfeldt efter inspiration af den belgiske general Henri Alexis Brialmont (befæstningen af Antwerpen, Liège og Namur). Systemet kendes også internationalt som den Sommerfeldtske eller den Danske front. Vestenceinten indgik sammen med Husumenceinten, de nordligere forter og batterier samt et antal søforter i Københavns befæstning. Bag volden lå/ligger en række batterier, bl.a. Paradis Batteri.
Vestvolden var for sin tid et imponerende bygningsværk, med voldgrave, skanser, magasiner og underjordiske gange. Oprindeligt var der også en jernbane bag volden. Det var Danmarkshistoriens største anlægsarbejde indtil opførelsen af Storebæltsforbindelsen. Men den artilleristiske og teknologiske udvikling under 1. verdenskrig bevirkede, at Vestvolden mistede sin militære betydning, og blev derfor nedlagt i 1920 som følge af Forsvarsforliget 1909.
Befæstningen blev under 1. verdenskrig udbygget med Tunestillingen mellem Køge Bugt og Roskilde Fjord, da kanonerne havde fået længere rækkevidde og derfor kunne nå København uden for rækkevidden af Vestvoldens kanoner. Vestvolden var bemandet under hele 1. verdenskrig, hvor der samtidig blev lavet mange armeringsarbejder, fx blev der bygget standpladser for skytter, som kunne dække de dele af graven, som kaponiererne ikke kunne dække; der blev bygget flere ammunitionsmagasiner og der blev lagt kilometervis af pigtråd ud, bl.a. foran kaponiererne og standpladserne samt langs hele volden ved vandkanten og ved alle batardeauer.
Nu benyttes området til rekreative formål, bl.a. går der en cykelrute langs hele voldanlægget.

## Bygningsværker på Vestvolden
- Ammunitionsmagasiner
- Artillerimagasiner
- Kikkertstationer